# Искра (посёлок, Черепановский район)
Искра — посёлок в Черепановском районе Новосибирской области. Административный центр Искровского сельсовета. Находится в пригородной зоне города Черепаново.

## География
Площадь посёлка — 419 гектаров.

## История
В 1965 г. Указом Президиума ВС РСФСР посёлок центральной усадьбы совхоза «Искра» переименован в Искра.

## Население
| 2002 | 2007  | 2010 |
| ---- | ----- | ---- |
| 921  | ↗1031 | ↘885 |

## Инфраструктура
В посёлке по данным на 2007 год функционируют 1 учреждение здравоохранения и 2 учреждения образования.
На 2023 год действует спортивно-культурный комплекс, Искровская средняя общеобразовательная школа, фельдшерско-акушерский пункт.

## Транспорт
Автобусное сообщение с райцентром — городом Черепаново.